# Wielki Kowaniec
Wielki Kowaniec, Kowaniec Wielki – potok, dopływ Kowańca, uznawany za jego górny bieg. Wypływa na wysokości około 1159 m, poniżej Polany Rusnakowej na południowych stokach Turbacza w Gorcach. Spływa stąd w kierunku południowo-zachodnim głęboką doliną pomiędzy grzbietami Bukowiny Miejskiej i Bukowiny Waksmundzkiej. Z obydwu tych grzbietów do Wielkiego Kowańca spływa po kilka potoków. Na wysokości około 650 m łączy się z Małym Kowańcem tworząc potok Kowaniec.
Dolina Wielkiego Kowańca jest w większości porośnięta lasem. W dolnej części znajdują się polany oraz zabudowania należącego do Nowego Targu osiedla Oleksówki, a dnem doliny prowadzi droga. W dolinie potoku znajduje się dawna wieś, obecnie część Nowego Targu – Kowaniec.
Korytem Wielkiego Kowańca biegnie granica między Nowym Targiem i Waksmundem.

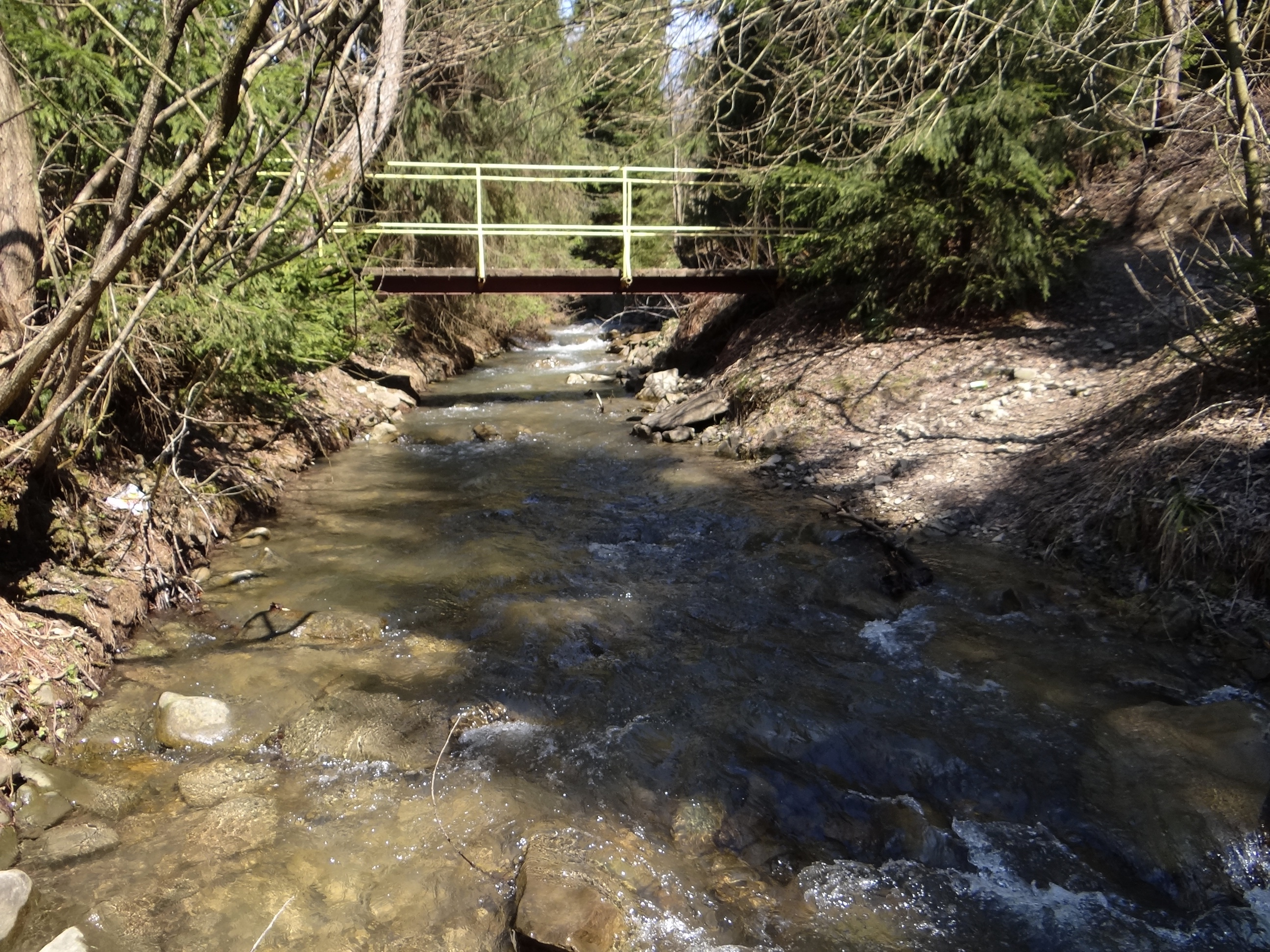